# گسل سان آندریاس

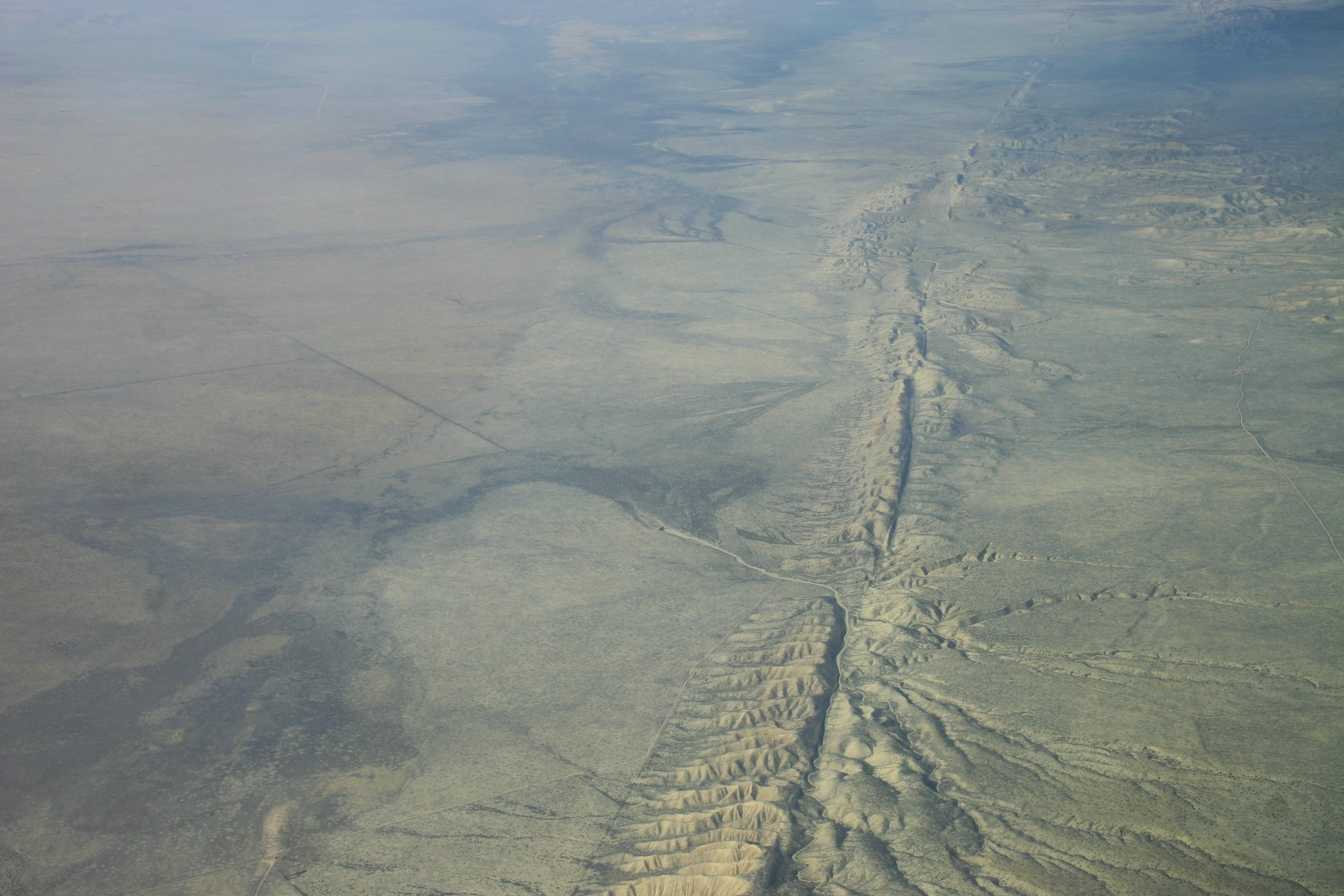
گسل سن اندریاس

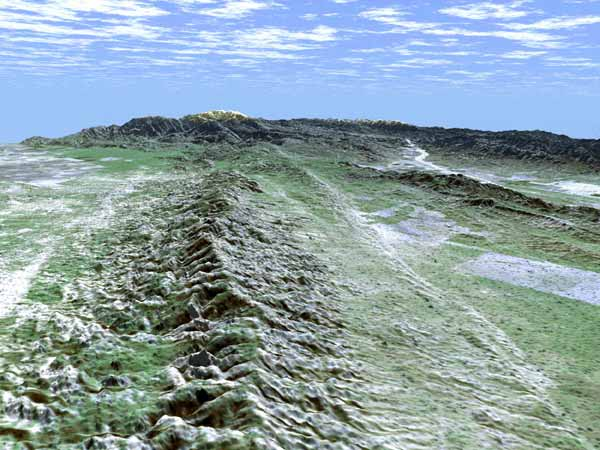
تصویرواضح گسل

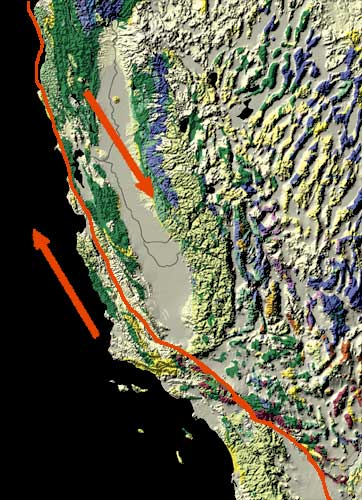
تصویر ماهواره ای گسل سن اندریاس

گسل سن اندریاس (به انگلیسی: San Andreas Fault) در حاشیه شرقی اقیانوس آرام واقع است.
حاشیه شرقی اقیانوس آرام در مقایسه با حاشیه غربی آن تفاوت بسیار دارد. حاشیه مزبور به دلیل حرکت غرب سوی صفحه قاره امریکا، زمین‌هایی را از دست داده و ویژگی فرولغزش‌های آن نسبت به محل‌های فرولغزش حاشیه غربی بسیار متفاوت است. مرز میان صفحات حامل اقیانوس آرام و آمریکای شمالی از خلیج کالیفرنیا به سمت شمال به وسیلهٔ شماری گسله‌های تراديس قطع گردیده و کانون‌های زمین لرزه آن کلاً در عمق کم (۱۰ کیلومتر) قرار دارند . با وجود اینکه حرکات فردی در امتداد گسل سن اندریاس و دیگر گسله‌ای مشابه آن کاملاً کوچک می‌باشد ولی اثر جمعی حرکات مزبور در طول مدتی معادل یک میلیون سال کاملاً قابل توجه‌است.

## زمین لرزه‌های مرتبط با گسل سن اندریاس
مقدار حرکت افقی حاصله از زمین لرزه سان فرانسیسکو در سال ۱۹۰۶ در امتداد گسله سان اندریاس رقمی معادل ۵ متر بوده و مقدار جابجایی زمین در زلزله‌های پیش از آن مانند زمین لرزه در اوئنز (Owens Valley) حدود ۴ مترمی‌باشد. بدیهی است مجموع جابجایی‌های زمین در مدتی برای یک میلیون سال به رقم قابل توجهی بالغ خواهد گردید. قاره آمریکای شمالی طی دوره‌های سوم و ژوراسیک روی بستر شرقی اقیانوس آرام لغزیده و گسل سن اندریاس مرز میان صفحه‌های اقیانوس آرام شمالی و صفحه حامل قاره آمریکای شمالی را تشکیل می‌دهد. اقیانوس آرام نسبت به آمریکای شمالی رو به سوی شمال و در جهت ژرفنای الوشن (Aleation) حرکت می‌کند و به همین جهت زلزله‌هایی را که گاهگاه در کالیفرنیا روی می‌دهد، موجب می‌گردد.
از صفحه آرام شرقی یا صفحه فرلون بخش عظیمی تاکنون به زیر صفحه آمریکا لغزیده‌است و فقط دو صفحه کوچک یکی به نام صفحه کوکس (cocos) واقع در جنوب گسل سن اندریاس و دیگری صفحه هوان دفوکه (Juan de Fuca) واقع در غرب مرکز ایالات متحده آمریکا و کشور کانادا به جای مانده که آن‌ها نیز در حال فرولغزی می‌باشند. از آنجایی که برجستگی‌های آرام شرقی به تدریج به زیرصفحه آمریکای شمالی فرو می‌لغزند، از این رو مرز میان آن‌ها که منطقه بی‌ثباتی است به آرامی به سوی حاشیه قاره‌ای نزدیک می‌شود و تماس میان صفحه اقیانوس آرام و صفحه آمریکای شمالی را برقرار می‌سازد.